# Stow (Lincolnshire)
Stow is een civil parish in het bestuurlijke gebied West Lindsey, in het Engelse graafschap Lincolnshire met 365 inwoners.